# Ukształtowanie powierzchni Mimasa

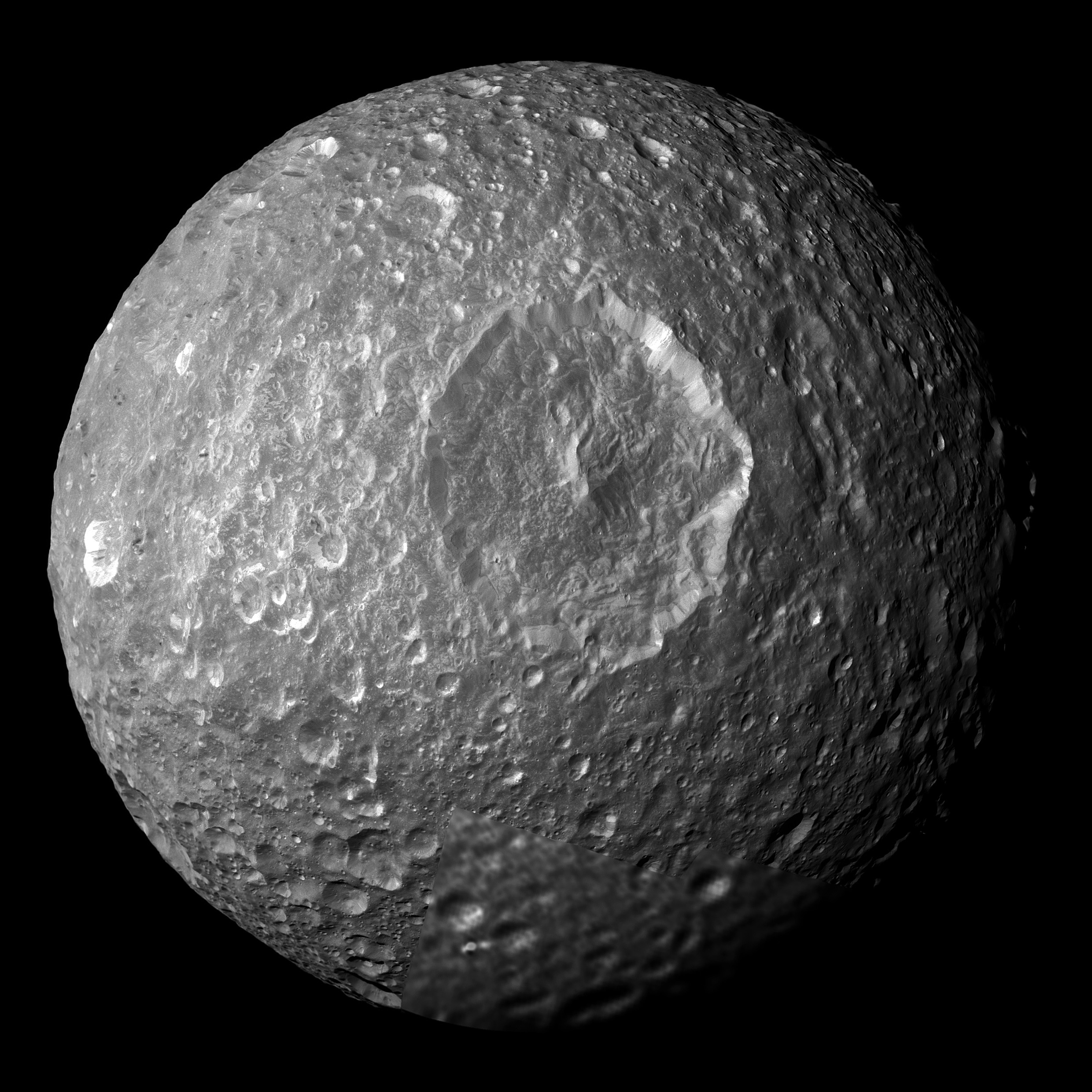
Mimas - mozaika zdjęć z widocznymi szczegółami powierzchni wykonanych przez sondę Cassini

Na powierzchni Mimasa, księżyca Saturna można wyróżnić następujące formacje geologiczne:
- Catena, catenae (łac. łańcuch kraterów)
- Chasma, chasmata (łac. kanion)
- Kratery

Poniżej znajdują się spisy wymieniające nazwane formy geologiczne, należące do każdej z kategorii.
Nazwy formacji geologicznych na Mimasie pochodzą od postaci i miejsc z arturiańskich legend, wyjątek stanowi krater Herschel, którego nazwa pochodzi od Williama Herschela (1738-1822), odkrywcy Mimasa.

## Catenae
| Catena          | Koordynaty                                | Średnica (km) | Pochodzenie nazwy                                   |
| --------------- | ----------------------------------------- | ------------- | --------------------------------------------------- |
| Tintagil Catena | ⌘ 51,76°S 213,35°W/-51,760000 -213,350000 | 55            | Tintagel, rodzinny zamek Igerny, matki króla Artura |

## Chasma
| Chasma         | Koordynaty                                | Średnica (km) | Pochodzenie nazwy                                                                   |
| -------------- | ----------------------------------------- | ------------- | ----------------------------------------------------------------------------------- |
| Avalon Chasma  | ⌘ 35°N 147°W/35,000000 -147,000000        | 120           | Avalon, arturiański raj                                                             |
| Camelot Chasma | ⌘ 43,0°S 23,4°W/-43,000000 -23,400000     | 150           | Camelot, stolica rycerzy Okrągłego Stołu                                            |
| Oeta Chasma    | ⌘ 19,0°N 122,7°W/19,000000 -122,700000    | 110           | Oeta, szczyt w górach Pindos, gdzie według mitologii tytanami ścierali się z bogami |
| Ossa Chasma    | ⌘ 23,56°S 303,75°W/-23,560000 -303,750000 | 95            | Ossa, w mitologii miejsce wojen między tytanami a bogami                            |
| Pangea Chasma  | ⌘ 28,12°S 340,41°W/-28,120000 -340,410000 | 150           | Pangea, gdzie według mitologii tytanami napierali na bogów                          |
| Pelion Chasma  | ⌘ 25,31°N 250,08°W/25,310000 -250,080000  | 100           | Pelion, w mitologii miejsce starć pomiędzy tytanami a bogami                        |

## Kratery
| Krater    | Koordynaty                                | Średnica (km) | Pochodzenie nazwy                                          |
| --------- | ----------------------------------------- | ------------- | ---------------------------------------------------------- |
| Accolon   | ⌘ 70,56°S 184,41°W/-70,560000 -184,410000 | 48            | Accolon, towarzysz króla Artura                            |
| Arthur    | ⌘ 35,40°S 196,04°W/-35,400000 -196,040000 | 64            | król Artur                                                 |
| Balin     | ⌘ 14,71°N 82,51°W/14,710000 -82,510000    | 35            | Balin, rycerz wielkiej odwagi                              |
| Ban       | ⌘ 43,93°N 160,75°W/43,930000 -160,750000  | 37            | król Benwick, ojciec sir Lancelota, sojusznik króla Artura |
| Bedivere  | ⌘ 9,57°N 149,42°W/9,570000 -149,420000    | 25            | Bedivere, rycerz Okrągłego Stołu                           |
| Bors      | ⌘ 41,82°N 172,30°W/41,820000 -172,300000  | 34            | Bors, król Gaulii, ojciec sir Hectora de Marysa            |
| Dagonet   | ⌘ 47,84°N 261,62°W/47,840000 -261,620000  | 28            | Dagonet, błazen pasowany na rycerza                        |
| Dynas     | ⌘ 2,35°N 80,71°W/2,350000 -80,710000      | 35            | Dynas, rycerz Okrągłego Stołu                              |
| Elaine    | ⌘ 46,33°N 107,00°W/46,330000 -107,000000  | 21            | Elaine, córka króla Pellesa, kochanka sir Lancelota        |
| Gaheris   | ⌘ 44,57°S 298,19°W/-44,570000 -298,190000 | 23            | Gaheris, średni syn króla Lota, rycerz Okrągłego Stołu     |
| Galahad   | ⌘ 45,32°S 145,31°W/-45,320000 -145,310000 | 34            | Galahad, nieślubny syn Elaine i sir Lancelota              |
| Gareth    | ⌘ 43,06°S 287,78°W/-43,060000 -287,780000 | 23            | Gareth, młodszy syn króla Lota, rycerz Okrągłego Stołu     |
| Gawain    | ⌘ 58,54°S 261,08°W/-58,540000 -261,080000 | 27            | Gawain, najstarszy syn króla Lota, rycerz Okrągłego Stołu  |
| Gwynevere | ⌘ 17,6°S 323,7°W/-17,600000 -323,700000   | 42            | Ginewra, żona króla Artura, kochanka sir Lancelota         |
| Herschel  | ⌘ 1,38°S 111,76°W/-1,380000 -111,760000   | 139           | William Herschel (1738-1822), odkrywca Mimasa i Enceladusa |
| Igraine   | ⌘ 41,99°S 231,21°W/-41,990000 -231,210000 | 38            | Igerna, matka króla Artura                                 |
| Iseult    | ⌘ 47,24°S 33,78°W/-47,240000 -33,780000   | 21            | Izolda, ukochana Tristana                                  |
| Kay       | ⌘ 44,61°N 120,54°W/44,610000 -120,540000  | 24            | Kay, kasztelan na dworze króla Artura                      |
| Lamerok   | ⌘ 62,27°S 289,18°W/-62,270000 -289,180000 | 20            | Lamorak de Galles, syn króla Pellinore                     |
| Launcelot | ⌘ 9,36°S 328,49°W/-9,360000 -328,490000   | 30            | sir Lancelot                                               |
| Lot       | ⌘ 31,46°S 231,60°W/-31,460000 -231,600000 | 22            | król Lot, przywódca rebelii                                |
| Lucas     | ⌘ 40,75°N 220,35°W/40,750000 -220,350000  | 40            | Lucas, lokaj króla Artura                                  |
| Marhaus   | ⌘ 8,96°S 0,06°W/-8,960000 -0,060000       | 34            | Morhołt, rycerz Okrągłego Stołu                            |
| Mark      | ⌘ 26,28°S 308,32°W/-26,280000 -308,320000 | 20,8          | Marek, król Kornwalii                                      |
| Melyodas  | ⌘ 74,93°S 77,19°W/-74,930000 -77,190000   | 40            | Melyodas, król Lyoness                                     |
| Merlin    | ⌘ 38,43°S 219,01°W/-38,430000 -219,010000 | 37            | Merlin, czarodziej i prorok                                |
| Modred    | ⌘ 4,15°N 219,68°W/4,150000 -219,680000    | 26            | Mordred, rycerz Okrągłego Stołu                            |
| Morgan    | ⌘ 24,41°N 244,98°W/24,410000 -244,980000  | 43            | Morgana Le Fay, starsza siostra króla Artura               |
| Nero      | ⌘ 0,36°S 307,30°W/-0,360000 -307,300000   | 22            | Nero, król z zachodu, główny wróg króla Artura             |
| Palomides | ⌘ 3,39°N 162,00°W/3,390000 -162,000000    | 10            | Palomides, saraceński wróg Tristana                        |
| Pellinore | ⌘ 29,76°N 135,45°W/29,760000 -135,450000  | 36            | król Pellinore                                             |
| Percivale | ⌘ 3,01°S 178,86°W/-3,010000 -178,860000   | 20            | Parsifal, rycerz Okrągłego Stołu                           |
| Royns     | ⌘ 32,46°N 347,49°W/32,460000 -347,490000  | 22,1          | Royns, król z zachodu, główny wróg króla Artura            |
| Tristram  | ⌘ 52,32°S 26,00°W/-52,320000 -26,000000   | 20            | Tristan, zakochany w Izoldzie                              |
| Uther     | ⌘ 35,16°S 250,17°W/-35,160000 -250,170000 | 34            | Uther Pendragon, ojciec króla Artura                       |